# 桦尺蛾
桦尺蛾（学名：Biston betularia），幼蟲又称桦尺蠖，是廣泛分布於歐、亞、北美三洲的夜行性尺蛾科物種。桦尺蠖在演化论的科学发展史上有着重大的意义，其演化過程經常被援引作例子。

## 分布
桦尺蠖在中國見於黑龍江、吉林、內蒙古、北京、河北、山西、山東、河南、寧夏、甘肅、青海、新疆、福建、四川、雲南及西藏；中國以外的有俄羅斯、蒙古、日本、北韓、南韓、尼泊爾、哈薩克斯坦、吉爾吉斯斯坦、土庫曼斯坦、格魯吉亞、阿塞拜疆、亞美尼亞、歐洲及北美洲。

## 演化

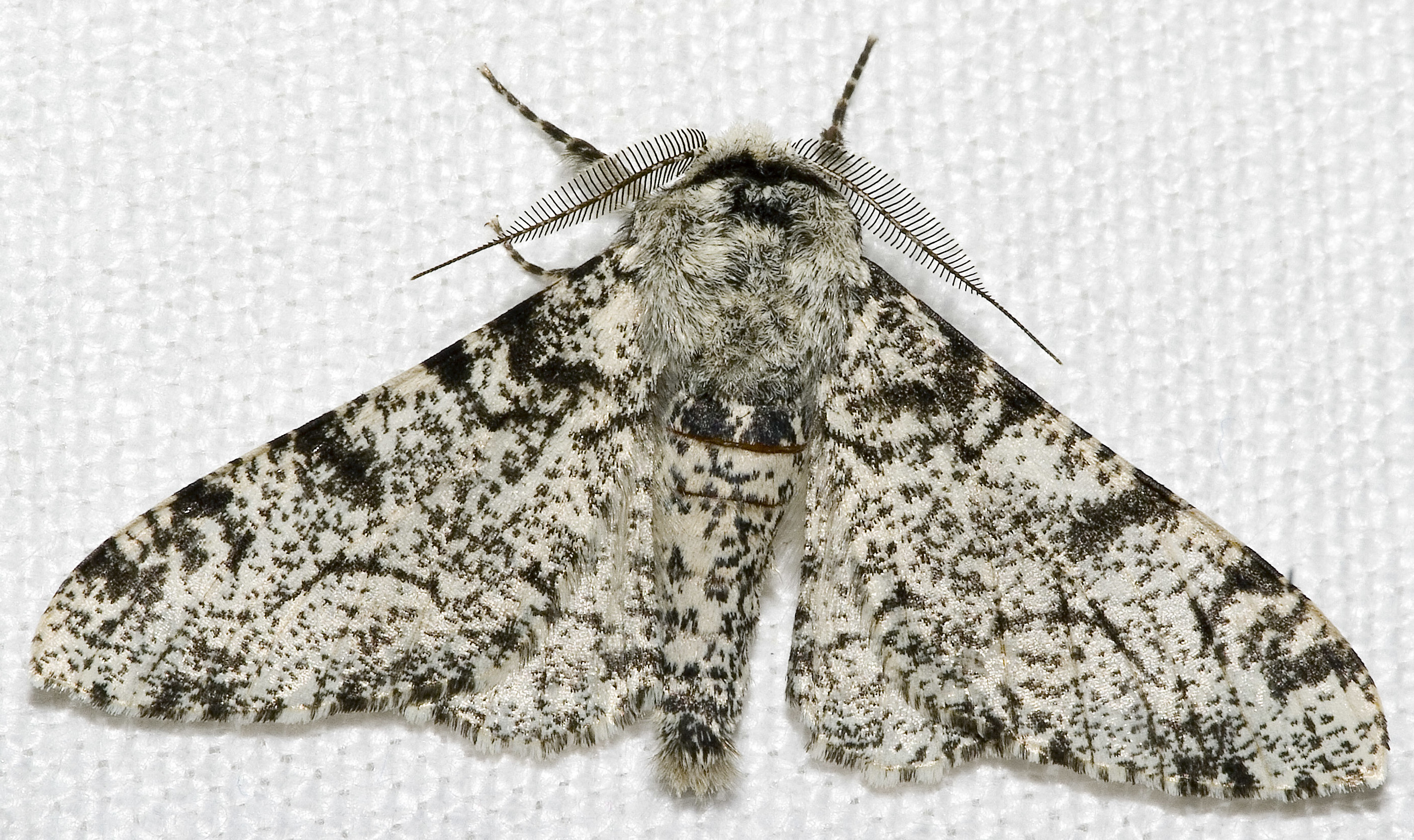
Biston betularia betularia morpha typica, the white-bodied peppered moth.

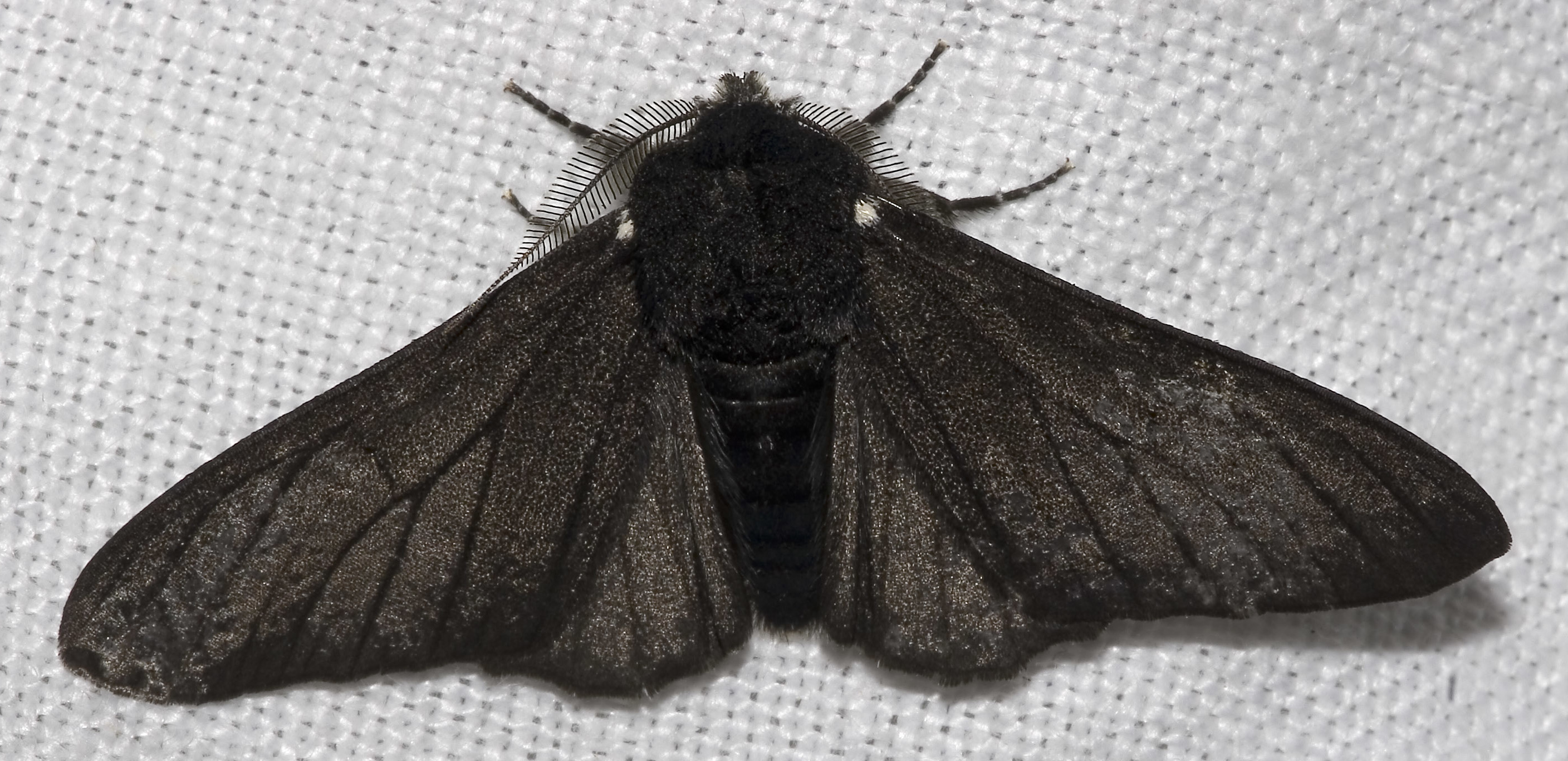
Biston betularia betularia morpha carbonaria, the black-bodied peppered moth.

桦尺蠖的英文称为“斑点蛾”(peppered moth)，因19世纪中叶之前见到的桦尺蠖，都是浅灰色的翅膀上散布着一些黑色斑点。桦尺蠖在過去二百多年間的演化過程常常被深入研究。
1848年，首次采集到了黑色翅膀的桦尺蠖标本。
英国生物学家凯特·威尔（Bernard Kettlewell）、麦克·马杰鲁斯（Michael Majerus）等用实验证明了黑蛾的大量出现是鸟类的选择的结果（自然选择），而非煤烟等物质的定向诱导（拉马克主义）。

## 圖庫

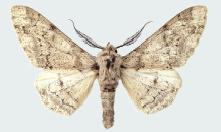
Subspecies parva male
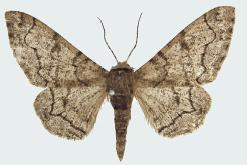
Subspecies parva female
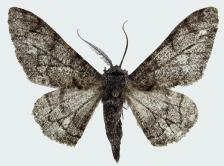
Subspecies nepalensis male
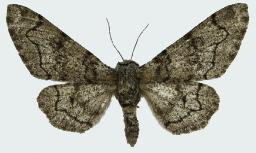
Subspecies nepalensis female